# F-Minus
F-Minus was een Amerikaanse hardcore punkband afkomstig uit Huntington Beach, Californië die werd opgericht door Jen Johnson en Brad Logan in 1997. De punkband stond bekend om de snelle nummers die soms enkele seconden duurden en de samenzang met een mannelijke en een vrouwelijke zanger. De band werd opgeheven in 2004 en heeft in totaal drie studioalbums, een verzamelalbum, een ep, twee singles en een splitalbum laten uitgeven, waarvan het merendeel onder het platenlabel Hellcat Records.

## Geschiedenis
Al kort nadat de band in 1997 werd opgericht, werd gitarist Timmy Chunks vervangen door Sarah Lee. De groep begint nu met een formatie die bestaat uit zanger en gitarist Brad Logan, zanger en basgitarist Jen Johnson, gitarist Sarah Lee en drummer Amery Smith. F-Minus begint met deze formatie al snel lokale optredens te doen en verschijnt tevens op enkele compilatiealbums. In deze periode wordt drummer Lagerbord vervangen door Chris Smith brengt de band diens eerste twee albums uit, een single getiteld "Failed Society" en de ep Won't Bleed Me. Kort na de uitgaves van deze albums onderging de groep weer veranderingen in de formatie: Adam Zuckert werd de nieuwe drummer van F-Minus en Erica Daking verving gitarist Sarah Lee. Daking verzorgde ook vrouwelijke zangpartijen voor de band. In 1998 werd het debuutalbum van de band uitgegeven, getiteld F-Minus. Tussen 1999 en 2000 was de band bezig met een intensieve tour door de Verenigde Staten en Europa, dit keer met John Guerra als drummer. Guerra werd tegen het einde van dat jaar vervangen door Adam Zuckert. In 2001 werd het tweede studioalbum uitgegeven, getiteld Suburban Blight. Het jaar daarop werd basgitarist Johnson vervangen door Joe Steinbrick, waardoor Brad Logan nu het enige overgebleven oorspronkelijke lid van F-Minus was. De band begon rond deze tijd met de opname en het schrijven van het derde studioalbum, getiteld Wake Up Screaming, dat werd geproduceerd in Chicago door Steve Albini en werd uitgegeven in 2003.
In 2004 werd F-Minus opgeheven, vanwege de verplichtingen die Logan had bij zijn andere band, Leftöver Crack, en zijn keuze om zich te wijden aan zijn eigen onafhankelijke label, Blacknoise Recordings. In 2005 werd nog het verzamelalbum Won't Bleed Me/Failed Society uitgegeven via Blacknoise Recordings in samenwerking met Alternative Tentacles. Het album bevat, zoals de titel suggereert, de nummers van Won't Bleed Me en "Failed Society".

## Leden
| Laatste formatie - Brad Logan - zang, gitaar - Erica Daking - zang, gitaar - Joe Steinbrick - basgitaar - Adam Zuckert - drums | Voormalige leden - Sarah Lee - gitaar - Chris Lagerborg - gitaar - John Guerra - drums - Jen Johnson - zang, basgitaar - Amery Smith - drums |

## Discografie
Studioalbums
- F-Minus (1999, Hellcat Records)
- Suburban Blight (2001, Hellcat Records)
- Wake Up Screaming (2003, Hellcat Records)

Singles en ep's
- "Failed Society" (1998, Hellcat Records)
- Won't Bleed Me (1998, Pelado Records)
- "Sweating Blood" (2003, Bridge 9 Records)

Andere albums
- Baby Jesus, Sliced Up in the Manger (2001, Hell Bent Records, splitalbum met Crack Rock Steady Seven)
- Won't Bleed Me/Failed Society (2005, Blacknoise Recordings/Alternative Tentacles, verzamelalbum)